# Крюкайское староство
Крюкайское староство (лит. Kriukų seniūnija) — одно из 10 староств Ионишкского района, Шяуляйского уезда Литвы. Административный центр — местечко Крюкай.

## География
Расположено в Земгальской низменности на севере Литвы, в восточной части Ионишкского района.
Граничит с Саугелаукским староством на западе, Кяпаляйским — на юго-западе, Пашвитинским староством Пакруойского района — на юге, Жеймяльским староством Пакруойского района — на востоке, а также Сесавской волостью Елгавского края Латвии и  Свитенской волостью Рундальского края Латвии — на севере.

## Население
Крюкайское староство включает в себя местечко Крюкай, 48 деревень и 4 хутора.